# Dilarə Kazımova
Dilarə Kazımova (Baku, 20 maggio 1984) è una cantante e attrice azera.
Ha rappresentato l'Azerbaigian all'Eurovision Song Contest del 2014 a Copenaghen con la canzone Start a Fire.

## Biografia
Nata a Baku nel 1984, Kazimova studia canto all'Accademia di musica della stessa città. Dopo il diploma è entrata a far parte di una compagnia lirica.
Negli anni 2000 fatto parte di alcuni gruppi rock azeri.
Nel 2014, Dilara Kazimova ha partecipato al concorso canoro azero il cui vincitore avrebbe rappresentato l'Azerbaigian all'Eurovision Song Contest del 2014. Vince la competizione con la canzone Start a Fire.
All'Eurovision Song Contest partecipa alla prima semifinale (ottiene il 9º posto su 16) e si qualifica per la finale: la sua canzone arriva al 22º posto su 26 portando così in casa azera il primo risultato fuori top 10.